# Jill
Jill er et pigenavn. Det bruges mest i engelsktalende lande som kortform af pigenavnet Gillian, men bruges nu også som et selvstændigt navn. I Danmark bærer 565 personer i 2011 et af disse navne ifølge Danmarks Statistik.

## Kendte personer med navnet
- Gillian Anderson, amerikansk skuespiller.
- Gillian Armstrong, australsk filminstruktør.
- Jill Clayburgh, amerikansk skuespiller.
- Gillian Gilks, engelsk badmintonspiller.
- Jill de Jong, hollandsk fotomodel.
- Jill St. John, amerikansk skuespiller.
- Gillian Whitehead, newzealandsk komponist.